# Quint Antisti Labeó
Quint Antisti Labeó (en llatí Quintus Antistius Labeo), membre de la gens Antístia d'origen plebeu, va ser un jurista romà deixeble de Servi Sulpici, que va viure a la meitat del segle i aC.
Va escriure diversos llibres jurídics segons diu Aufidi Namusa. Va ser el pare del també jurista Marc Antisti Labeó. Republicà convençut es va unir a la conspiració de Brut i va ser un dels assassins de Juli Cèsar. Va estar present a la batalla de Filipos i després de la derrota es va suïcidar. Plutarc explica que va excavar a la seva tenda un forat de la longitud del seu cos, va resoldre els seus assumptes i va enviar missatges a la seva esposa i fills. Després, va agafar la mà del seu esclau més fidel i li va donar l'espasa presentant la seva gola. Va ser degollat i el van enterrar al forat que havia fet al terra de la tenda.